# Ben Gascoigne
Sidney Charles Bartholomew "Ben" Gascoigne (Napier, Nueva Zelanda, 11 de noviembre de 1915-Canberra, 25 de marzo de 2010) fue un astrónomo nacido en Nueva Zelanda con nacionalidad australiana, experto en fotometría y que jugó un rol crucial en el diseño y la producción del mayor telescopio óptico de Australia, una de las más grandes construcciones astronómicas del mundo. Nacido en Napier, Nueva Zelanda, Gascoigne realizó sus estudios en Auckland y en la Universidad de Bristol, antes de mudarse a Australia durante la Segunda Guerra Mundial para trabajar en el Observatorio Solar Commonwealth en el monte Stromlo en Canberra.
Después de la guerra, Gascoigne y el astrónomo Gerald Kron usaron nuevos y modernos telescopios en el observatorio del monte Stromlo, determinando que la distancia entre nuestra galaxia y la pequeña galaxia nubes de Magallanes había sido subestimada en dos veces. Debido a que esta nueva medida fue usada para calcular el resto de distancias del universo, la estimación del tamaño del universo aumentó dos veces. 
Cuando los gobiernos británicos y australianos concordaron la creación del telescopio anglo-australiano en el observatorio Siding Spring, Gascoigne estuvo involucrado desde el inicio del proceso, además de pertenecer a la comisión organizadora, tomando la primera fotografía del telescopio. Gascoigne fue condecorado con la orden de Australia debido a su contribución a la astronomía y su colaboración con el telescopio Anglo-australiano.
Gascoigne y su esposa, la artista Rosalie Gascoigne, tuvieron 3 hijos. Luego de retirarse, Gascoigne escribió varios trabajos sobre la historia astronómica de Australia. Se convirtió además en el fotógrafo y asistente de su esposa, utilizando sus habilidades fotográficas, colaboró en el trabajo artístico de Rosalie.